# Hi!横濱編集局
『Hi! 横濱編集局』（ハイ よこはまへんしゅうきょく）は、2004年4月から2009年12月26日まで、tvk（テレビ神奈川）で放送されていた横浜市に関する情報番組である。主に横浜市の広報活動を目的とした番組である。略称は、濱編（ハマヘン）。

## 概要
本番組は、新聞や雑誌の編集部に見立てて、実質的な総合司会を務めた横浜市長を「編集長」、スタジオの司会者は「副編集長」、アシスタントは「デスク」、リポーターは「記者」といった独自の肩書で呼称されていた（当時の横浜市長の中田宏は「中田編集長」、久保リポーターは「久保記者」という風に）。
放送時間は、毎週土曜18:00 -18:30（JST）。スタジオ収録部分のみハイビジョン制作。収録は主に放送前日の金曜日に行われていた。
過去の放送の一部をインターネット上で見ることもできる（外部リンク参照）。
後継番組として2010年1月2日より同時間帯で『ずばり!横濱（ZUBA YOKO、ずばよこ）』が放送されている。

## 主なコーナー
- Gama's Check

蒲田健が横浜市内の情報を1つ伝える。
- ピックアップYOKOHAMA

前半のメインコーナー。
- 週刊 見・聞・録

後半のメインコーナー。
- ハマ・インフォメーション

横浜市内の催し物などの情報を伝える。

### 過去に放送されていたコーナー
- 行くぞ!横浜極め隊

前半に放送されていたメインコーナー。2008年5月24日まで放送。
- 週刊 見・聞・録（編集長出演版）

毎月の最終週は実質的な総合司会（編集長）を務めた中田宏（当時横浜市長）が見聞録に出演した（それ以外の週はオープニングと見聞録のラスト『編集後記』のコーナーのみ出演）。この場合は見聞録とハマ・インフォメーションのみが放送される。

## 番組終了時の出演者
「★」は後継番組『ずばり!横濱』に引き続き出演。
- ★蒲田健：司会（副編集長）
- ★佐藤亜樹（TVKアナウンサー、2009年4月～最終回まで）：アシスタント（デスク）
- ★宮内亜弥子：リポーター（記者）
- ★久保隆司（当番組放送期間中に芸名を「くぼたかし」、さらに「TAKASHI」と改名しているが、一貫して本名・旧芸名である「久保隆司」名義で出演した）：リポーター（記者）
- 藤下佳乃子（海外移住のため最終回まであと2回のところで出演終了）：2009年3月までアシスタント（デスク）、2009年4月以降はリポーター（記者）

### 番組終了までに降板した出演者
- 中田宏（前身番組『横浜シティマガジン』からの出演。2009年8月、市長辞職に伴い降板）：実質的な総合司会（編集長）
後任市長の林文子は「編集長」などの番組独自の肩書を付けられることはなく、『編集後記』のコーナー名も『林市長のひとこと』に改題された。
- 三条恵美
- 座間かおり（2007年3月降板）
- 優木まおみ（2007年3月降板）
- 東村絵理（2009年3月降板）

## 番組終了時のスタッフ
- 構成：笹本妙子
- SW：斉藤純二
- VE：関英夫
- カメラ：山下義人、倉野健一
- 音声：宮野あき子、浅川潤、内田尚宏
- 照明：フジライティング・アンド・テクノロジイ（F.L.T.）
- 効果：和田勇
- オブジェ：YASUDA
- 美術：古波津安則
- 大道具：SAMURAI
- 電飾：テルミック
- ヘアメイク：ヴォートルポーテ
- スタイリスト：北条訓子
- CG：児玉あかね
- タイトル：ウィルコム
- TK：木村雅恵
- ディレクター：佐藤光（愛称「ぢみぃちゃん[1]」）、千葉達也
- プロデューサー：芝本健一
- 企画：横浜市広報課
- 制作・著作：tvk

## 同様の番組
- LOVEかわさき - 川崎市の広報番組
- コンシェルジュ神奈川 - 神奈川県の広報番組
- YOKOHAMA AROUND - fm yokohamaで放送されている横浜市の広報番組